# Réaumur – Sébastopol (Métro Paris)

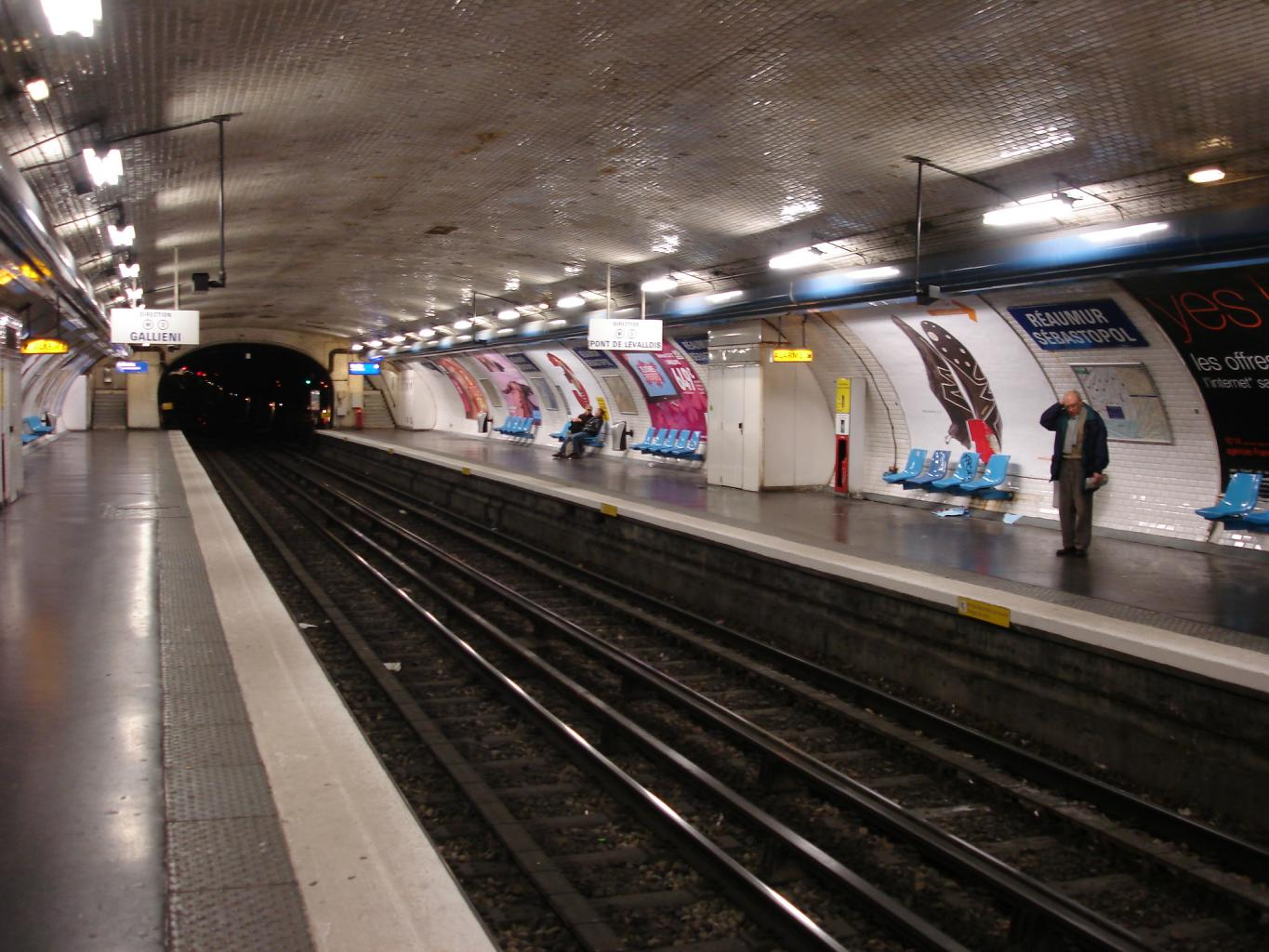
Station der Linie 3

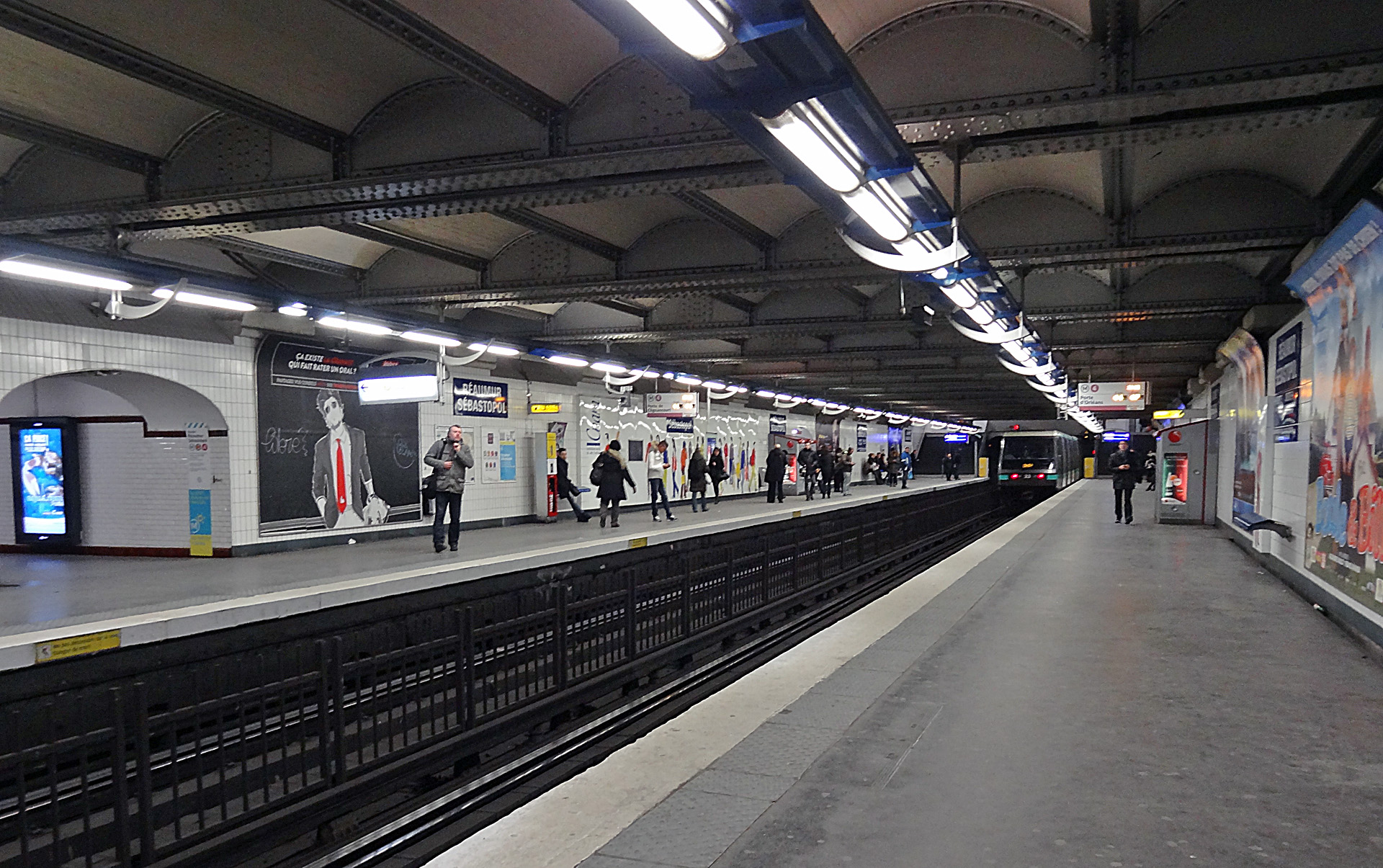
Station der Linie 4 mit nach Süden ausfahrendem Zug der Baureihe MP 89

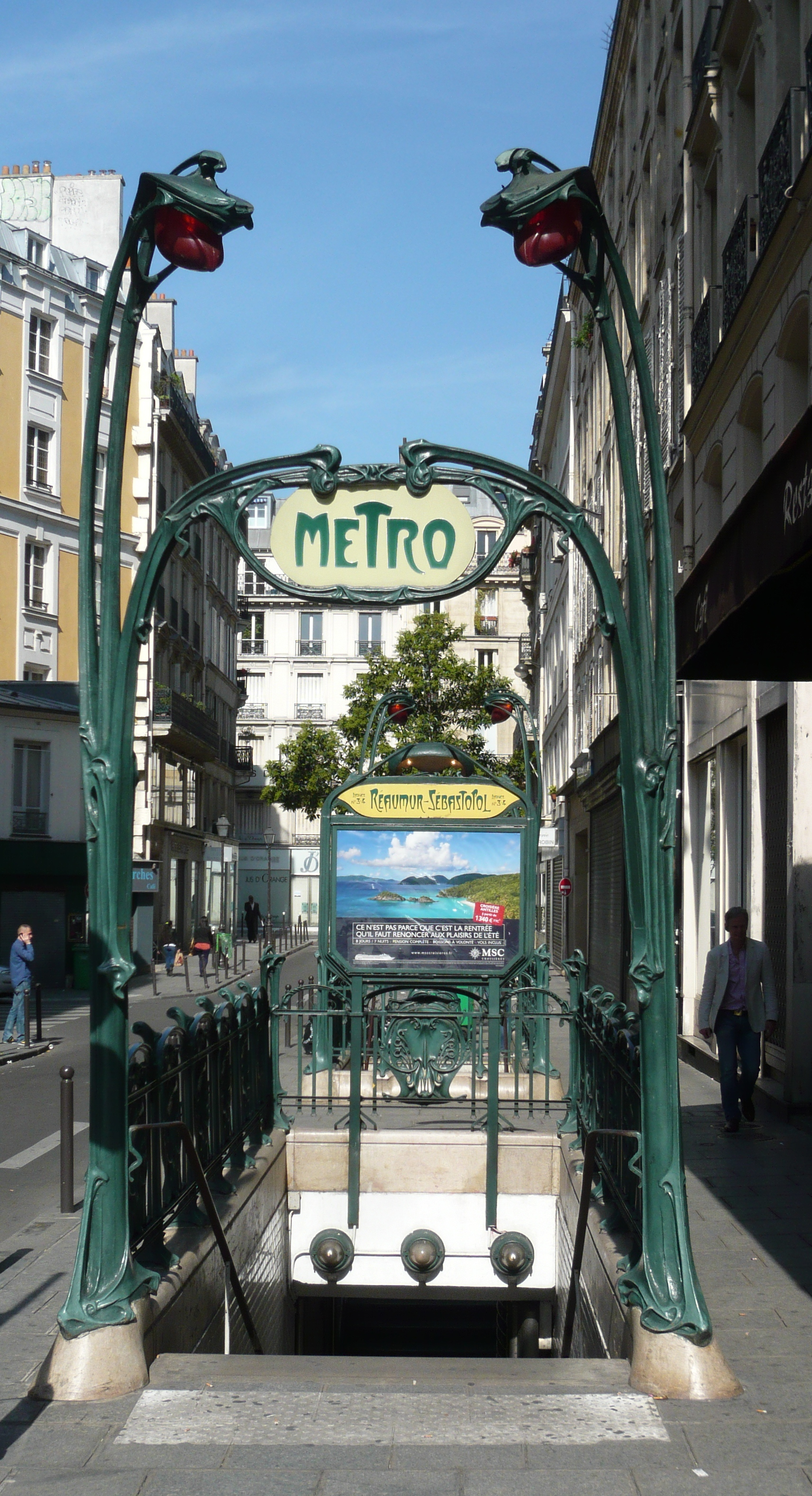
Von Hector Guimard gestalteter Zugang in der Rue de Palestro

Réaumur – Sébastopol [ʁeomyʁ sebastɔpɔl] ist ein unterirdischer Umsteigebahnhof der Pariser Métro. Er wird von den Linien 3 und 4 bedient.

## Lage
Der U-Bahnhof befindet sich an der Grenze des Quartier de Bonne-Nouvelle im 2. Arrondissement mit dem Quartier des Arts-et-Métiers im 3. Arrondissement von Paris.
Die Station der Linie 3 liegt längs unterhalb der Rue Réaumur westlich deren Kreuzung mit dem Boulevard de Sébastopol, die der Linie 4 längs unter dem Boulevard de Sébastopol nördlich der Kreuzung.

## Name
Namengebend sind die Rue Réaumur und der Boulevard de Sébastopol. René-Antoine Ferchault de Réaumur (1683–1757) war ein Universalgelehrter, der u. a. das Alkoholthermometer erfand. In diesem Zusammenhang entwickelte er die Réaumur-Temperaturskala, die bis Anfang des 20. Jahrhunderts in Europa gebräuchlich war.
Sébastopol (dt.: Sewastopol) ist eine Hafenstadt auf der Halbinsel Krim im Schwarzen Meer. Sie wurde nach einjähriger Belagerung und schweren Gefechten im September 1855 von französisch-englischen Truppen erstürmt.
Zunächst war die Station nach der nahen gleichnamigen Straße unter dem Namen „Rue Saint-Denis“ in Betrieb genommen worden, die Namensänderung erfolgte am 15. Oktober 1907. Die Stadt Saint-Denis grenzt unmittelbar nördlich an Paris, zur Zeit des Baus der Métrolinie 3 hatte sie ca. 60.000 Einwohner.

## Geschichte
Die Station der Linie 3 wurde am 19. November 1904 in Betrieb genommen, als deren erster Abschnitt von Villiers bis Père Lachaise eröffnet wurde. Am 21. April 1908 wurde der erste Abschnitt der Linie 4 von Porte de Clignancourt nach Châtelet, und damit deren Station Réaumur – Sébastopol, dem Verkehr übergeben.

## Beschreibung
Beide Stationen weisen zwei Seitenbahnsteige an zwei Streckengleisen auf. Die Station der Linie 3 hat einen ellipsenförmigen Querschnitt, Decke und Wände sind gefliest. Sie hat die Pariser Standardlänge von 75 m.
Die höherliegende Station der Linie 4, die in offener Bauweise errichtet wurde, weist eine waagrechte Metalldecke auf. Auf quer zur Fahrtrichtung liegenden eisernen Stützbalken ruhen Längsträger, die kleine, aus Ziegelsteinen gemauerte Gewölbe tragen. Mitte der 1960er Jahre wurde sie von 75 m auf 90 m verlängert.
Direkt vor den Stationen kreuzen sich die Strecken unter der Kreuzung Boulevard de Sébastopol / Rue Réaumur, wobei die Linie 3 die Linie 4 unterquert. Kurz davor haben beide Strecken je einen einfachen Gleiswechsel.
Der U-Bahnhof hat vier Zugänge, davon liegen zwei in der Rue Réaumur, einer in der Rue de Palestro und einer am Square Émile Chautemps. Sie wurden von Hector Guimard gestaltet.

## Fahrzeuge
Als Folge des Unfalls im Bahnhof Couronnes wurde die Linie 3 von Anfang an mit Fahrzeugen ausgestattet, die auf Drehgestellen liefen. Die Fünf-Wagen-Züge bestanden aus drei Trieb- und zwei Beiwagen. Sie wurden später durch Sprague-Thomson-Züge ersetzt, die dort bis 1967 verkehrten. In jenem Jahr erhielt die Linie 3 als erste die neue, klassisch auf Stahlschienen laufende Baureihe MF 67. Diese Züge sind dort im Jahr 2020 nach wie vor im Einsatz, ab 2028 sollen sie von Zügen der Baureihe MF 19 abgelöst werden.
Auf der Linie 4 verkehrten bis 1967 Fünf-Wagen-Züge der Bauart Sprague-Thomson. Nach dem entsprechenden Umbau der Strecke und der Verlängerung der Stationen kamen ab Oktober 1966 gummibereifte Sechs-Wagen-Züge der Baureihe MP 59 zum Einsatz, während der ersten Monate im Mischverkehr mit den konventionellen Fahrzeugen. Seit 2011 verkehrt auf der Linie die Baureihe MP 89 CC. Die Umstellung der Linie 4 auf fahrerlose Züge der Baureihen MP 89 CA, MP 05 und MP 14 hat am 12. September 2022 begonnen und soll bis Ende 2023 abgeschlossen sein.

## Umgebung
In geringer Entfernung liegt das Musée des arts et métiers mit dem Original des Foucaultschen Pendels.